# Suetonio y los cristianos

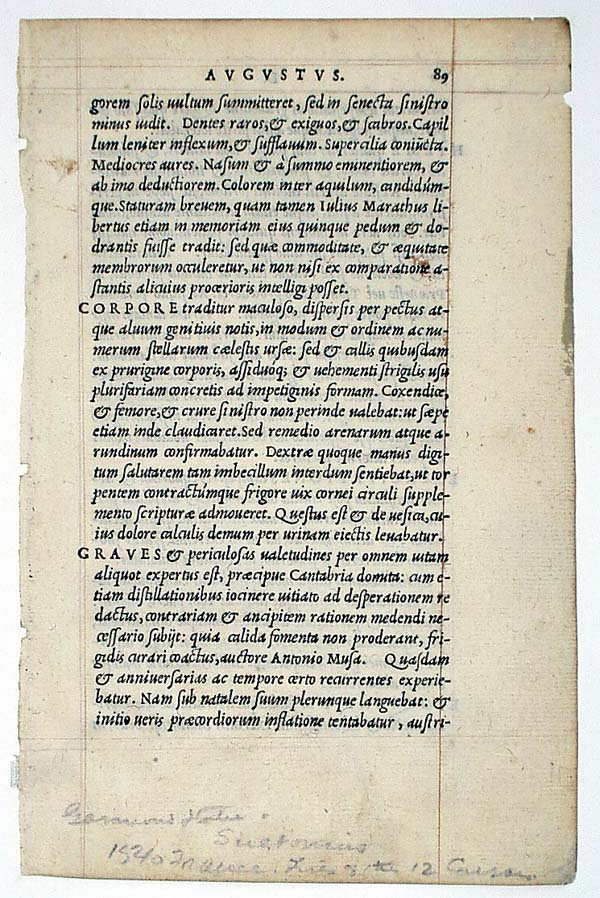
Una copia de 1540 de la obra Vidas de los doce césares de Suetonio.

El historiador romano Suetonio (c. 69–c. 122) hace referencia a los primeros cristianos así como referencias a su fundador en su obra Vidas de los doce césares.
Una declaración en Divus Claudius 25 involucra las agitaciones de la comunidad judía de Roma que condujeron a su expulsión de la ciudad por Claudio en el año 49, y puede ser el mismo evento mencionado en los Hechos de los Apóstoles (Hch 18, 2). Los eruditos están divididos sobre el valor de esta referencia en la biografía de Claudio. Algunos estudiosos la consideran una referencia probable a Jesús, mientras que otros la ven como una referencia a una persona por lo demás desconocida que vivía en Roma. Louis Feldman afirma que la mayoría de los estudiosos suponen que la referencia de Jesús se sobreentiende y que las perturbaciones mencionadas se debieron a la difusión del cristianismo en Roma.
El pasaje Nero 16 se refiere a una serie de decisiones de Nerón para el orden público, uno de los cuales es el castigo de los cristianos. Estos castigos son generalmente datados en alrededor del año 64 d. C., el año del gran incendio de Roma. En este pasaje de Suetonio describe el cristianismo como una superstición (superstitio) al igual que sus contemporáneos, Tácito y Plinio.
Los historiadores debaten si el gobierno romano distinguía entre los cristianos y los judíos antes de la modificación de Nerva del Fiscus judaicus en el año 96. A partir de entonces, los judíos practicantes pagaron el impuesto, mientras que los cristianos no lo hicieron.

## La referencia de Claudio
El emperador romano Claudio reinó entre 41-54 d. C. Suetonio informa su trato con el Imperio Romano oriental, es decir, con Grecia y Macedonia, y con los licios, rodios y troyanos.
En Claudius 25 Suetonio se refiere a la expulsión de los judíos por Claudio y declara (en la traducción de Edwards):
Dado que los judíos hicieron constantemente disturbios por instigación de Cresto, él los expulsó de Roma.
En los Hechos de los Apóstoles (18:2) el escritor hace el siguiente comentario paralelamente:
Y halló a un judío llamado Aquila, natural del Ponto, recién venido de Italia con Priscila su mujer, por cuanto Claudio había mandado que todos los judíos saliesen de Roma. Fue a ellos.
Como es muy poco probable que un interpolador cristiano hipotético hubiera llamado a Jesús «Cresto», colocándolo en Roma en el año 49, o llamándolo un «alborotador», la abrumadora mayoría de los estudiosos concluyen que el pasaje es genuino.

### El texto latino
La versión original en latín de esta declaración es la siguiente (en la edición de Ihm):
Iudaeos impulsore Chresto assidue tumultuantis Roma expulit.
El breve comunicado en latín ha sido descrito como un «crux notoria» y William L. Lane explica que el texto latino es ambiguo, dando dos formas de interpretarlo:
1. «Él expulsó de Roma a los judíos que hacían constantemente disturbios por instigación de Cresto».
2. «Dado que los judíos constantemente crearon disturbios por instigación de Cresto, él los expulsó de Roma».

La primera interpretación indica que Claudio únicamente expulsó a los judíos que estaban haciendo disturbios. Boman (2012) utiliza la siguiente traducción, que «consider[a] sin compromiso y adecuadamente cerca del original en latín»: Desde Roma, (Claudio) expulsó a los judíos perpetuamente tumultuosos impulsados por Cresto.

### Interpretación

#### Cresto
James D. G. Dunn afirma que la mayoría de los estudiosos deducen que Suetonio «entendió mal el nombre ‹Cristo› (en referencia a Jesús como Cristo) como ‹Cresto›», y también entendió mal el informe y asumió que los seguidores de un tal Cresto estaban causando disturbios dentro de la comunidad judía basándose en su instigación. R. T. France dice que la noción de un error ortográfico de Suetonio «no puede ser más que una conjetura, y el hecho de que Suetonio puede hablar en otro lugar de ‹cristianos› como miembros de un nuevo culto (sin ninguna referencia a los judíos) hace que sea poco probable que sin duda él pudiera cometer un error». El término Cresto (que también puede haber sido utilizado por Tácito) era común en la época, en particular para los esclavos, ya que significa bueno o útil.

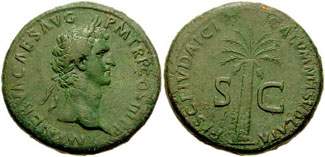
Una moneda emitida por el emperador Nerva (96-98) lee fisci Judaici calumnia sublata, «abolición de la persecución maliciosa en relación con el impuesto judío».

Feldman afirma que la mayoría de los estudiosos suponen que la referencia a Jesús se sobreentiende y que las perturbaciones mencionadas se debieron a la difusión del cristianismo en Roma. Robert E. Van Voorst afirma que existe un acuerdo «casi unánime» entre los estudiosos que el uso de Cresto aquí se refiere a Cristo, pero afirma que nada en la frase que escribió Suetonio se refiere explícitamente a Cristo o al cristianismo y añade que la forma más sencilla de entender la declaración es que Cresto era un agitador en Roma. Más tarde, Van Voorst explica que en el pasaje Cresto es más probablemente un error desde Cristo. E. M. Smallwood afirma que la única interpretación razonable es que Suetonio se refería al cristianismo.
Edwin M. Yamauchi dice que «un número creciente de estudiosos, sin embargo, han aceptado el argumento de que el ‹Cresto› mencionado en Suetonio era simplemente un agitador judío con un nombre común, y que no tenía ninguna relación con el cristianismo». Entre los últimos eruditos clásicos no parece existir la certeza que se encuentra entre muchos eruditos bíblicos. Barbara Levick comenta que «para afirmar que Suetonio, escribiendo en el siglo II, malinterprete una referencia a los cristianos en su fuente es poco convincente», concluyendo que «la causa exacta de la expulsión sigue siendo desconocida». J. Mottershead, en su comentario sobre Claudius, establece que si Suetonio «había incluido una referencia a Cristo, únicamente no habría esperado que simplemente utilizara Cresto/Cristo sin reservas». Esto apunta «hacia la conclusión de que Suetonio no tenía en mente una disputa religiosa que implicara cristianos».
Menahem Stern afirma que indudablemente Suetonio se refería a Jesús; porque habría añadido las palabras «un cierto» a Cresto si él hubiera querido referirse a algún agitador desconocido.

#### La cuestión ortográfica
Chresto (ablativo de Chrestus) es la ortografía más confiable en la obra de Suetonio. William L. Lane afirma que la confusión entre Cresto y Cristo fue bastante natural para Suetonio, dado que en ese momento histórico la distinción entre ortografía y pronunciación era insignificante. Carril afirma que esto es apoyado por la ortografía de «cristianos» en Hechos 11:26, 26:28 y en 1 Pedro 4:16, donde el codex Sinaiticus uncial lee «crestianos». Raymond E. Brown afirma que en el siglo II, cuando Suetonio escribió, tanto Christus (Cristo) y Christianus (cristiano) se escribían a menudo con una «e» en vez de una «i» después de la «r». En Nero 16 la palabra «cristianos» se deletrea christiani (ver más abajo).

### Disturbios y expulsión

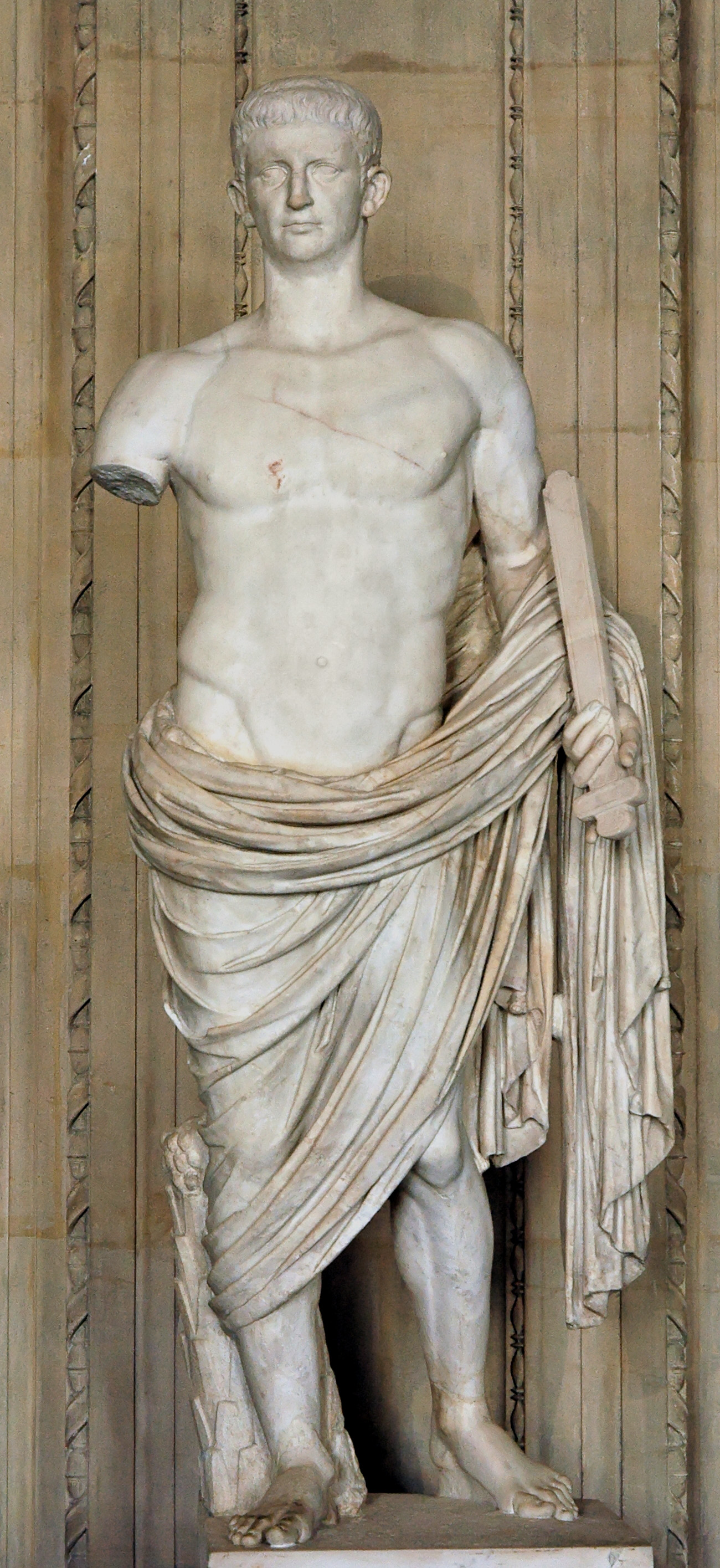
Busto de Claudio, Museo del Louvre.

La mayoría de los estudiosos suponen que los disturbios mencionados por Suetonio en el pasaje se debieron a la difusión del cristianismo en Roma. Estas alteraciones probablemente fueron causadas por las objeciones de la comunidad judía a las prédicas constantes por parte de los judíos helenísticos en Roma y su insistencia en que Jesús era el Mesías, resultando en tensiones con los judíos de Roma.
Algunos estudiosos piensan que Suetonio estaba confundido y asumió que el líder de los agitadores, Cresto, estaba vivo en Roma en el momento de la expulsión. La noción de que Cresto estaba instigando los disturbios judíos sugiere que la referencia de Cresto no es una interpolación cristiana por un escriba cristiano, ya que sería poco probable que escribiera sobre los seguidores de Cristo como judíos, o colocar a Cristo en Roma en la época de Claudio. Este problema debilita el valor histórico de la referencia en su conjunto.  Los eruditos están divididos sobre el valor de la referencia de Suetonio; algunos lo ven como una referencia a Jesús, otros ven su valor histórico como una referencia a las perturbaciones por parte de un agitador desconocido.
La datación de la expulsión ofrece algunos desafíos porque Suetonio escribe de manera temática en lugar de cronológica, haciendo necesario el uso de otros textos para establecer un marco de tiempo. La datación del «edicto de Claudio» para la expulsión de los judíos se basa en tres textos separados más allá de la propia referencia de Suetonio, que en orden cronológico son: la referencia a la prueba del apóstol Pablo por parte de Galión en los Hechos de los Apóstoles (18:2); la referencia de Dión Casio en su Historia 60.6.6-7; y la mención en el siglo V por Paulo Orosio en Historia 7.6.15-16 de una inexistente referencia de Josefo. Los eruditos generalmente están de acuerdo que estas referencias se refieren al mismo evento. La mayoría de los estudiosos coinciden en que la expulsión de algunos judíos mencionada por Suetonio sucedió alrededor del año 49-50, pero una minoría de estudiosos sugieren fechas dentro de algunos años dentro de ese rango.

## La referencia de Nerón
En Nero 16 Suetonio enumera diversas leyes de Nerón para mantener el orden público, incluyendo detener las carreras de cuadrigas cuando los conductores estaban engañando y robando; y los espectáculos de pantomima que frecuentemente eran escenas de peleas. Entre ellas está el castigo para los cristianos. Afirma:
Puso límites al lujo: las comidas que se daban al pueblo quedaron convertidas en distribuciones llamadas sportula; prohibió que se vendiese nada cocido en las tabernas, exceptuando legumbres, siendo así que antes se vendían en ellas toda clase de manjares. Los cristianos, clase de hombres llenos de supersticiones nuevas y maliciosas, fueron entregados al suplicio; puso freno a la licencia de los aurigas, quienes en su vida vagabunda creían que todo les estaba permitido, y que tenían convertido en juego el engaño y el robo. Los que intrigaban en favor o en contra de los mímicos fueron desterrados y con ellos los mímicos que daban ocasión a las intrigas.
Además de los manuscritos y ediciones impresas de Vidas de Suetonio, la frase sobre los cristianos es atestiguada por primera vez en una inscripción del Senado y el pueblo de París de 1590. K. R. Bradley señala que el verbo en la cláusula «el castigo fue infligido a los cristianos» (latín: afflicti suppliciis christiani) debe corregirse por affecti, basándose en primer lugar en el uso frecuente de este verbo con la palabra «castigo», y en segundo lugar en que Paulo Orosio, según Bradley, utiliza este verbo en su material, que depende del pasaje de Suetonio Nero 16. Estas palabras en combinación indican que el castigo era la pena capital; cf. por ejemplo Suet. Augustus 17.5 (muerte del joven Antonio), Claudius 26.2 (muerte de Mesalina) y Galba 12.1 (muerte de los funcionarios).
En el uso romano, la palabra superstitio se refiere a cualquier tipo de práctica religiosa que no podía ser incorporada a la práctica religiosa tradicional romana. Para Suetonio esta superstición era nueva y maliciosa. Esto puede haber sido el caso en el tiempo de Suetonio, pero Marius Heemstra piensa que él estaba antedatando la acusación a la época de Nerón.
La palabra traducida anteriormente como «maliciosa» es maleficus que también puede significar «mágica». Como sustantivo, la palabra significa «mago». Puede ser que Suetonio está aquí acusando a los cristianos de utilizar lo que se llamaría la «magia negra» en términos modernos, como el filósofo pagano Celso hizo sobre el año 177.
El pasaje muestra el claro desprecio de Suetonio a los cristianos, el mismo desprecio expresado por Tácito y Plinio el Joven en sus escritos. Stephen Benko establece que el desprecio de Suetonio es evidente, ya que reduce los cristianos a los estratos más bajos de la sociedad y su declaración hace eco del sentir de Plinio y Tácito.
El castigo de los cristianos por Nerón generalmente se fecha en torno al año 64. A diferencia de la referencia de Tácito a la persecución de los cristianos por Nerón, Suetonio no se refiere a la persecución del gran incendio de Roma. El padre de la Iglesia Tertuliano escribió: «Leemos en las Vidas de los Césares: En Roma, Nerón fue el primero que se tiñó con la sangre de la fe naciente». Mary Ellen Snodgrass señala que «Tertuliano en este pasaje utiliza a Suetonio como fuente citando Vidas de los Césares como prueba de que Nerón fue el primer emperador romano que asesinó a los cristianos», pero no cita un pasaje específico en las Vidas de Suetonio como fuente de Tertuliano. Otros autores añaden explícitamente que las palabras de Tertuliano son una referencia al pasaje de Suetonio Nero 16, mientras que otros sostienen que Tertuliano se refiere al pasaje de Tácito, o a ambos pasajes.

## Otras fuentes romanas
Suetonio es uno de los tres autores romanos clave que pueden referirse a los primeros cristianos, los otros dos son Plinio el Joven y Tácito. Estos autores se refieren a los eventos que tuvieron lugar durante el reinado de varios emperadores romanos: Suetonio escribe sobre la expulsión de Claudio y las persecuciones de Nerón; Tácito se refiere a las acciones de Nerón alrededor del momento del gran incendio de Roma en el año 64; y las cartas de Plinio enviadas a Trajano acerca de los juicios que él sostenía contra los cristianos, alrededor del año 111 d. C. Pero el orden temporal de los documentos comienza con Plinio, escribiendo alrededor del año 111; luego Tácito, alrededor de los años 115/116; y finalmente Suetonio con su Vidas de los doce césares, alrededor del 122 d. C.